# Rádio Globo Brasília
Rádio Globo Brasília foi uma emissora de rádio brasileira, com sede em Taguatinga, no Distrito Federal, que transmitia a programação da Rádio Globo e operava na frequência AM 1160 kHz, pertencente às Organizações Paulo Octávio e aos Diários Associados.
Em maio de 2017 a Rádio Globo Brasília assim como todas as rádios das Organizações Paulo Octávio, foram arrendadas para o advogado Willer Tomaz de Souza. Um ano depois, com a confirmação da nova afiliação da Rádio Globo com a então Executiva FM, a emissora foi extinta e em seu lugar passou a ser repetida a Mix FM Brasília, também pertencente ao grupo, sendo desativada em 2019.